# Gare de Tanigami
La gare de Tanigami (谷上駅, Tanigami-eki) est une gare ferroviaire de la compagnie Shintetsu. Elle est située dans la ville de Kobe, dans la préfecture de Hyōgo au Japon.
Elle est en correspondance avec la station Tanigami, située dans la gare, exploitée par le Bureau des transports municipaux de Kobe

## Situation ferroviaire
La gare de Tanigami est située au point kilométrique (PK) 13,7 de la ligne Arima. 

## Histoire
La gare a été inaugurée le 28 novembre 1928 par l'ancêtre de Shintetsu. La ligne Hokushin y arrive le 2 avril 1988, alors gérée par la compagnie Hokushin Kyūkō Railway. 
Le 1er juin 2020, La ligne Hokushin est rachetée et exploitée par le Bureau des transports municipaux de Kobe qui l'intègre au réseau du métro municipal de Kobe et en fait un prolongement de la ligne Seishin-Yamate.

## Service des voyageurs

### Desserte
- Ligne Arima :
  - voies 1 à 3 : direction Arima-Onsen et Sanda
  - voie 3 : direction Suzurandai et Shinkaichi

### Intermodalité
La gare est en correspondance avec la station Tanigami du métro municipal de Kobe.